# Society for Worldwide Interbank Financial Telecommunication
De Society for Worldwide Interbank Financial Telecommunication (Swift), is een in 1973 opgerichte internationale coöperatieve organisatie voor het verzenden van financiële berichten. Meer dan 11.000 financiële instellingen uit circa 200 landen zijn bij Swift aangesloten. Middels het zogenaamde Swift-adres, beter bekend als de Business Identifier Code (BIC), wordt onder andere grensoverschrijdend betalingsverkeer gefaciliteerd.
Swift is een coöperatieve vennootschap naar Belgisch recht; de hoofdzetel van Swift is gevestigd in Terhulpen in de Belgische provincie Waals-Brabant. Het heeft datacenters in Nederland, de Verenigde Staten en Zwitserland. Bestuursvoorzitter is de Spanjaard Javier Pérez-Tasso.

## Geschiedenis
In 1973 kwamen 239 financiële instellingen uit 15 landen bij elkaar om communicatieproblemen te bespreken. Ze besloten de Society for Worldwide Interbank Financial Telecommunication op te richten. De eerste berichten voor financiële transacties werden verstuurd in 1977 en Swift nam hiermee het bestaande berichtenverkeer via de telex over. Naast de infrastructuur om het verkeer te faciliteren kwamen er ook standaarden met betrekking tot de inhoud van de berichten om onduidelijkheden over de transacties te voorkomen. Het systeem sloeg aan en meer banken en landen sloten zich aan. In 1983 telde Swift al meer dan 1000 gebruikers in 52 landen en er werden in dat jaar 47 miljoen berichten verwerkt. In dat jaar sloot ook de eerste centrale bank zich aan. In 1987 werd Swift uitgebreid met een dienst voor de verwerking van effectentransacties. In 1999 waren er bijna 7000 gebruikers in 189 landen en was het verkeer gestegen naar ruim 1 miljard berichten. Voor 2014 waren de vergelijkbare cijfers bijna 11.000 gebruikers in ruim 200 landen en het berichtenverkeer was bijna vervijfvoudigd ten opzichte van 1999.

## Terrorist Finance Tracking Program
In juni 2006 werd bekend dat de Amerikaanse regering, meer bepaald het United States Department of the Treasury en de CIA, in het kader van de strijd tegen het terrorisme vanaf 2001 inzage had in alle transacties die via Swift werden uitgevoerd. Sinds het openen van een nieuw datacenter in Zwitserland worden transacties tussen Europese banken niet meer via het datacenter in de Verenigde Staten uitgevoerd.

## Ontneming van de toegang als sanctie

### Iran (2012-2015)
Op 17 maart 2012 werd, in het kader van de internationale sancties tegen Iran, het dataverkeer tussen Swift en de Iraanse banken geblokkeerd. Het was voor het eerst in de geschiedenis van de organisatie dat zo'n maatregel getroffen werd. De maatregel werd begin 2016 in aansluiting op het nucleaire akkoord van 14 juli 2015 weer ongedaan gemaakt.

### Rusland (2022)
Op 26 februari 2022, twee dagen nadat Rusland was binnengevallen in Oekraïne, besloot een aantal landen om een deel van de Russische banken de toegang tot het Swift-netwerk te ontzeggen. Onder meer de VS en de EU lieten weten voor deze sanctie tegen Rusland te zijn. De Europese Centrale Bank (ECB) en de Europese Commissie onderzochten wat de precieze gevolgen van de maatregel voor de eurolanden zouden zijn.

## Alternatieve systemen
Sommige landen hebben een alternatief systeem opgezet.
In 2014 begon de Centrale Bank van Rusland met het opzetten van een eigen systeem, SPFS (Russisch: Sistema Peredachi Finansovykh Soobscheniy, Engels: System for Transfer of Financial Messages). Aanleiding was de Amerikaanse dreiging om Rusland uit het Swift systeem te stoten. SPFS moet het binnenlandse betalingsverkeer vrijwaren van negatieve gevolgen van eventuele sancties via Swift. Omstreeks 2018 kwam dit systeem in gebruik.
De Volksrepubliek China heeft Cross-Border Interbank Payment System (CIPS) opgericht. Deze ging op 8 oktober 2015 van start met voornamelijk Chinese banken als deelnemer voor het internationale betalingsverkeer. CIPS heeft sinds maart 2016 afspraken met Swift om zo goed als mogelijk op het wereldwijde netwerk van Swift aan te sluiten. De focus ligt op transacties met de Chinese renminbi als valuta.

## Trivia
Op 3 maart 2016 berichtte het ARD-programma Kontraste dat IS via het filiaal van de Commercial Bank of Syria in Raqqa met het Swift-netwerk en daarmee met het internationale betalingsverkeer verbonden is.
- Gemeinsame Normdatei: 2074653-2
- International Standard Name Identifier: 0000 0001 1013 4596
- Library of Congress Control Number: n85257961
- Nationale Bibliotheek van Tsjechië: ko2003201694
- Nationale bibliotheek van Australië: 35989457
- Réseau des bibliothèques de Suisse occidentale: 02-A000151326
- Virtual International Authority File: 141392923